# Championnats de France de triathlon longue distance 2016
Navigation
Édition précédente Édition suivante
Les championnats de France de triathlon longue distance 2016, ont lieu à Baudreix dans les Pyrénées-Atlantiques le dimanche 19 juin 2016.

## Résumé de course
L'édition 2016 des championnats de France de triathlon longue distance s'est tenue dans les Pyrénées-Atlantiques, autour de la ville de Baudreix. Propre à la région, la topographie du parcours vélo proposait un parcours montagneux qui franchit notamment le col du Soulor qui s'élève à 1 747 mètres et celui d'Aubisque qui s’élève à 1 709 mètres. Une épreuve longue distance qui se pratiquait sur 3 km de natation, 107 km de cyclisme et 20,7 km de course à pied et qui a permis aux meilleurs grimpeurs et grimpeuses de s’affronter pour remporter le titre 2016. 

### La surprise Demaret
La gestion de l'effort aura été le maître mot de l'épreuve et à cette pratique l'ancien cycliste professionnel Jean-Eudes Demaret, a su se montrer le plus performant. Sortie de l'eau à plus de huit minutes de Sébastien Fraysse, c'est par une gestion rigoureuse de son rythme dans les ascensions difficiles des cols de Soulor et d'Aubisque que le futur champion à peu à peu construit sa victoire. Il remonte dans cette partie vélo exigeante ces principaux concurrents et pose son vélo à la seconde transition avec trois minutes de retard sur le leader du moment Thibault Lopez. Mais les excès d'efforts de ce dernier dans les routes de montagnes du parcours vélo, ne lui permettent plus de soutenir un rythme élevé pendant la course à pied. Jean-Eudes Demaret le double dans les premiers kilomètres de la dernière épreuve et remporte son premier titre national en 5 h 18 min 12 s. Sébastien Fraysse et Arnaud Guilloux prennent la deuxième et troisième place,. 

### Charlotte Morel récidive
Chez les triathlètes femmes, la tenante du titre Charlotte Morel fait la course en tête et remporte son second titre national sur longue distance. Sortie largement en tête de la partie natation, elle gère parfaitement un circuit vélo exigeant en augmentant les écarts avec ses poursuivantes et en les maintenant sur sa principale concurrente la championne 2012, Jeanne Collonge. Ne cédant rien sur la partie course à pied, elle passe la ligne d'arrivée en vainqueur et en 5 h 42 min 48 s au terme du course qu'elle a totalement maitrisée. Jeanne Collonge sera finalement disqualifiée du classement général pour une pénalité non effectuée et cède donc sa seconde place, à Marion Genet, Céline Bousrez complétant le podium,.

## Résultats
Les tableaux présentent le Top 10 des championnats hommes et femmes.
| Place              | Triathlète         | Temps           |
| ------------------ | ------------------ | --------------- |
| Médaille d'or      | Jean-Eudes Demaret | 5 h 18 min 12 s |
| Médaille d'argent  | Sébastien Fraysse  | 5 h 23 min 23 s |
| Médaille de bronze | Arnaud Guilloux    | 5 h 26 min 42 s |
| 4                  | Guillaume Jeannin  | 5 h 28 min 58 s |
| 5                  | Sébastien Stalder  | 5 h 31 min 24 s |
| 6                  | Martin Pablo Lopez | 5 h 31 min 25 s |
| 7                  | Jérôme Save        | 5 h 31 min 43 s |
| 8                  | Julien Pousson     | 5 h 32 min 6 s  |
| 9                  | Bruno Freudenreich | 5 h 32 min 57 s |
| 10                 | Romain Garcin      | 5 h 33 min 29 s |

| Place              | Triathlète      | Temps           |
| ------------------ | --------------- | --------------- |
| Médaille d'or      | Charlotte Morel | 5 h 42 min 48 s |
| Médaille d'argent  | Manon Genêt     | 5 h 55 min 43 s |
| Médaille de bronze | Céline Bousrez  | 6 h 0 min 9 s   |
| 4                  | Camille Deligny | 6 h 6 min 24 s  |
| 5                  | Isabelle Ferrer | 6 h 10 min 29 s |
| 6                  | Morgane Riou    | 6 h 11 min 52 s |
| 7                  | Anaïs Robin     | 6 h 16 min 18 s |
| 8                  | Pauline Damiens | 6 h 22 min 19 s |